# Magnet (Nebraska)
Magnet – wieś w Stanach Zjednoczonych, w stanie Nebraska, w hrabstwie Cedar.